# Mønsted Sogn
Mønsted Sogn er et sogn i Viborg Domprovsti (Viborg Stift).
I 1800-tallet var Mønsted Sogn og Smollerup Sogn annekser til Daugbjerg Sogn. Alle 3 sogne hørte til Fjends Herred i Viborg Amt. Daugbjerg-Mønsted-Smollerup sognekommune blev ved kommunalreformen i 1970 indlemmet i Fjends Kommune, som ved strukturreformen i 2007 indgik i Viborg Kommune.
I Mønsted Sogn ligger Mønsted Kirke.
I sognet findes følgende autoriserede stednavne:
- Bryrup (bebyggelse, ejerlav)
- Gundelund (bebyggelse, ejerlav)
- Kovstrup (bebyggelse)
- Krogsgård (bebyggelse, ejerlav)
- Møgelbjerg (bebyggelse, ejerlav)
- Mølgårde (bebyggelse, ejerlav)
- Mønsted (bebyggelse, ejerlav)
- Mønsted Plantage (areal)
- Rosborg Sø (areal, ejerlav)
- Rosgårde (bebyggelse, ejerlav)
- Toftum (bebyggelse)
- Tovgård (bebyggelse, ejerlav)